# Ordinariato para los fieles de rito bizantino en Rusia

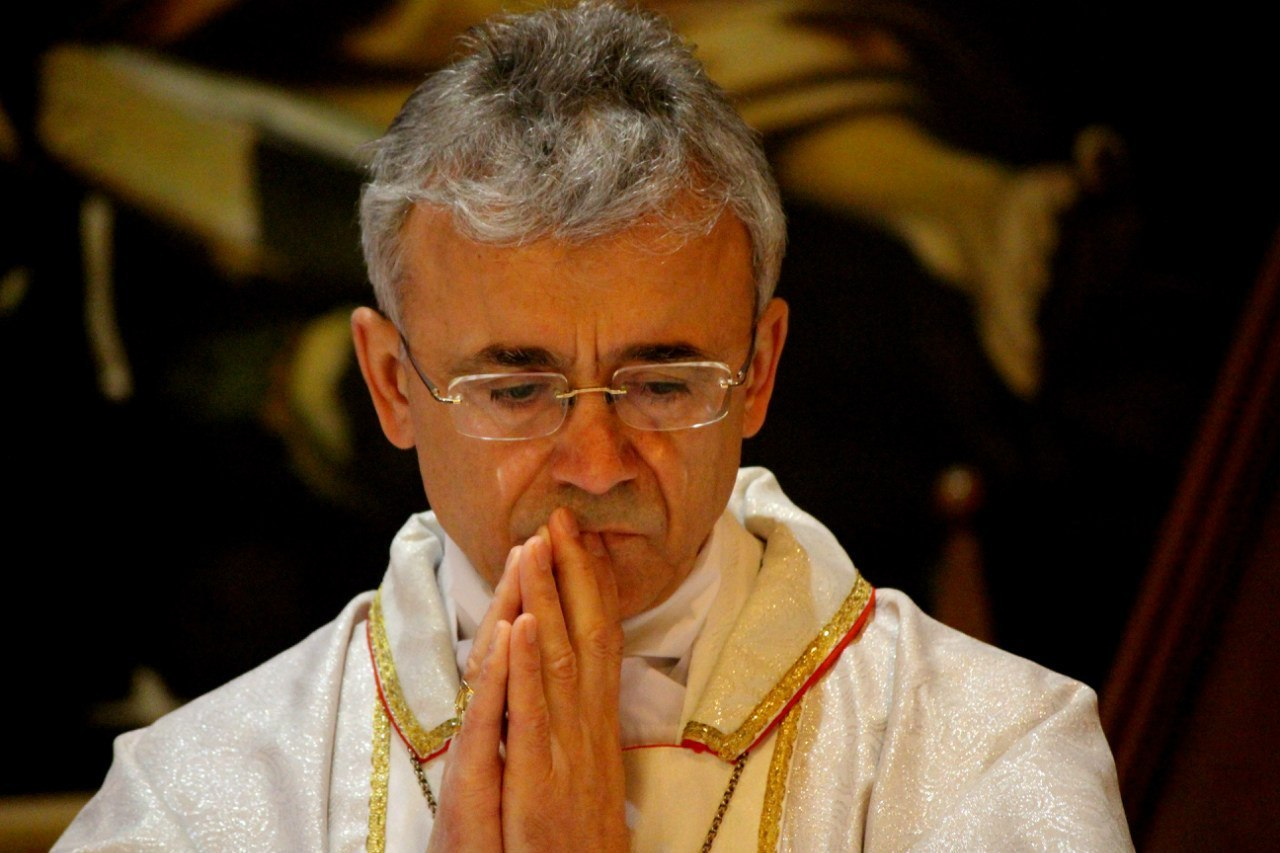
Obispo ordinario Joseph Werth, 2014

El ordinariato para los fieles de rito bizantino en Rusia es la jurisdicción de hecho sobre la cual actúa el obispo de la Iglesia católica Joseph Werth, quien ha sido designado ordinario para los fieles de rito bizantino en Rusia a título temporal y personal (ad personam) sin que se haya constituido una circunscripción eclesiástica formal. Werth es el obispo de la diócesis latina Transfiguración en Novosibirsk y actúa como ordinario bajo dependencia de la Congregación para las Iglesias Orientales. 
El ordinariato no ha sido erigido como circunscripción eclesiástica formal ni las parroquias que lo integran fueron definitivamente separadas de las diócesis latinas en las que se encuentran, sin embargo de lo cual el obispo Werth actúa con jurisdicción sobre ellas y los fieles bizantinos de Rusia por mandato de la Santa Sede y es mencionado en el Anuario Pontificio como Ordinario per i fedeli di rito bizantino residenti in Russia.

## Historia
En 1893 el sacerdote ortodoxo ruso Nicolás Tolstoy entró en plena comunión con la Santa Sede y formó una pequeña comunidad católica de rito bizantino en Moscú y en San Petersburgo. Como el catolicismo de rito bizantino era ilegal en el Imperio ruso, los fieles sufrieron una severa persecución y hostigamiento policial hasta que el zar Nicolás II emitió un decreto de tolerancia religiosa. A partir de entonces surgieron públicamente comunidades de greco-católicos rusos, que comenzaron a organizarse. El 22 de mayo de 1908 fray Zerchaninov fue nombrado por decreto de la Secretaría de Estado de la Santa Sede como administrador de la misión católica en Rusia. La Iglesia católica bizantina rusa formalmente se volvió existente.
En 1907 el papa Pío X le dio en forma oral y absolutamente secreta plenos poderes al archieparca de Leópolis, Andrés Sheptytsky, para organizar la Iglesia de rito bizantino en el Imperio ruso. Sheptytsky fue exiliado internamente en Rusia entre 1914 y 1917 y a su regreso a Leópolis, utilizando los poderes otorgados por Pío X, el 28 de mayo de 1917 designó al primer exarca apostólico para los greco-católicos de Rusia, Leonid Feodorov (Exarchia apostolica pro catholicis ritus byzantini in Russia). Luego de la Revolución de Octubre se produjo la dispersión de los católicos de rito bizantino en Rusia en los campos de prisioneros de Siberia (gulag) y en los centros de la diáspora rusa en varios países del mundo. En la primavera de 1923 el exarca Feodorov fue procesado como contrarrevolucionario y condenado a diez años en un campo de concentración en Solovki. Fue liberado en 1932 y murió en 1935. La comunidad católica bizantina fue casi aniquilada por el régimen comunista soviético y sus líderes arrestados y algunos ejecutados. El último exarca nominal murió en 1951.
A raíz del colapso de la Unión Soviética en la década de 1990, algunas comunidades greco-católicas de Rusia comenzaron a resurgir cautelosamente. Debido a la oposición de la Iglesia ortodoxa rusa al restablecimiento de las jurisdicciones católicas de rito bizantino en Rusia y en otras partes de su territorio canónico, el papa Juan Pablo II designó el 20 de diciembre de 2004 al obispo Joseph Werth, por decreto de la Sede Apostólica N.º 118/2004 como Ordinarius pro fidelibus Ritus Byzantini in Russia (en ruso: Ординарий для католиков византийского обряда в России). Por razones de política eclesial respecto del Patriarcado de Moscú y del Gobierno ruso, la designación no fue constituida en circunscripción eclesiástica permanente. Aunque fue publicada el 3 de enero de 2005, el nuncio apostólico en Rusia, arzobispo Antonio Menini, comunicó la decisión del papa el 18 de enero de 2005.
El ordinario recibió jurisdicción sobre todas las comunidades y fieles de rito bizantino en Rusia, que pertenecen a la Iglesia greco-católica rusa, a la Iglesia greco-católica ucraniana y unos pocos a la Iglesia greco-católica bielorrusa. A diferencia del obispo Werth, que es de rito latino (con facultades birrituales), en otras partes del territorio canónico del Patriarcado de Moscú fueron designados delegados apostólicos de rito bizantino bajo la dependencia de la Congregación para las Iglesias Orientales: en Bielorrusia y en Kazajistán y Asia Central.

## Administración
El ordinario tiene un secretario (Andrey Zverev) para ayudarlo en las cuestiones del ordinariato y dividió el extenso territorio bajo su jurisdicción en distritos que coinciden con los territorios de la arquidiócesis de la Madre de Dios en Moscú y las diócesis de Transfiguración en Novosibirsk, San Clemente en Sarátov y San José en Irkutsk. Para cada distrito previó la designación de un coordinador, aunque solo en las dos primeras hay comunidades bizantinas organizadas. Los coordinadores son: Andrey Udovenko para la arquidiócesis de Moscú, Andrey Zverev para la diócesis de Novosibirsk y Theodore Matsapula para la diócesis de Irkutsk con sede en Omsk, no estando designado el coordinador de la diócesis de Sarátov. Las comisiones existentes en el ordinariato son: Comisión para la Catequesis, Comisión Litúrgica, Comisión sobre las actividades y llamados pastorales, Comité de Asuntos de familia y Comisión de los laicos y los movimientos juveniles.
En el distrito de la arquidiócesis de Madre de Dios en Moscú hay 6 parroquias y en el distrito de la diócesis de Transfiguración en Novosibirsk hay 12 parroquias. En ambos distritos y en los de las diócesis de San José en Irkutsk y San Clemente en Sarátov hay varias comunidades pastorales, algunas de las cuales no están aun oficialmente reconocidas por el ordinariato.

### Parroquias
Deanato para los católicos de rito bizantino en el territorio correspondiente a la arquidiócesis de la Madre de Dios en Moscú
- Pertenecientes a la Iglesia greco-católica rusa:
  - Parroquia de los Santos Apóstoles Pedro y Andrés de la Iglesia ortodoxa rusa en comunión con la sede de Roma (Приход святых апостолов Петра и Андрея) (en la Casa de la Santa Madre Teresa de Moscú)
  - Parroquia del Santo Hieromártir Ignacio, Obispo de Antioquía (Приход Святого сщмч. Игнатия Богоносца, Епископа Антиохийского) (en Moscú)
  - Parroquia del Descenso del Espíritu Santo (Приход Сошествия Святого Духа) (en San Petersburgo, incluyendo fieles greco-católicos bielorrusos)
  - Parroquia en nombre del Bendito Hieromártir Leonid, exarca de la Iglesia greco-católica de Rusia (Приход во имя блаженного сщмч. Леонида, Экзарха Российской Греко-Католической Церкви) (en una cripta de la catedral de Moscú)
  - Parroquia de San Clemente Papa Romano (Приход Св. Климента папы Римского) (en Óbninsk, óblast de Kaluga)
  - Parroquia de la Natividad de Cristo (Приход в честь Рождества Христова) (en Kaliningrado, óblast de Kaliningrado, incluyendo fieles greco-católicos bielorrusos)

Sin ser parroquias existen también:
- - Comunidad greco-católica ucraniana de San Nicolás de Myra en Moscú
  - Punto pastoral Familia de San Lázaro en Moscú
  - Punto pastoral para fieles greco-católicos ucranianos en Lobnya (óblast de Moscú)

Deanato para los católicos de rito bizantino en el territorio perteneciente a la diócesis de Transfiguración en Novosibirsk
- Pertenecientes a la Iglesia greco-católica ucraniana:
  - Parroquia del Santo Hieromártir Josafat (Приход св. священномученика Иосафата) (en Kopeisk, óblast de Cheliábinsk)
  - Parroquia de los Tres Santos (Приход Трех Святителей) (en Megion, distrito autónomo de Janty-Mansi)
  - Parroquia de la Inmaculada Concepción de la Virgen María (Приход Пресвятой Богородицы Непорочногo Зачатия) (en la iglesia latina de San Juan Crisóstomo, Novokuznetsk, óblast de Kémerovo)
  - Parroquia de la Protección de la Santísima Madre de Dios (Приход Покрова Пресвятой Богородицы) (en Omsk, óblast de Omsk)
  - Parroquia de la Natividad de la Santísima Virgen María (Приход Рождества Пресвятой Богородицы) (en Surgut, distrito autónomo de Janty-Mansi)
  - Parroquia de la Santísima Trinidad, después de la venida del Espíritu Santo (Приход Пресвятой Троицы, позднее Сошествия Святого Духа) (en Langepas, distrito autónomo de Janty-Mansi)
  - Parroquia de San Nicolás (Приход Святого Николая) (en Nizhnevártovsk, distrito autónomo de Janty-Mansi)
  - Parroquia de los Mártires Olimpia y Laurentia (Приход преподобномучениц Олимпии и Лаврентии) (en la iglesia inferior de la catedral de Novosibirsk)
  - Parroquia de Nuestra Señora del Perpetuo Socorro (Приход Матери Божьей Неустанной Помощи) (en Prokópievsk, óblast de Kémerovo)
  - Parroquia del Príncipe San Vladímir el Grande (Приход Святого равноапостольного князя Владимира Великого) (en Tomsk, óblast de Tomsk)
  - Parroquia de San Miguel Arcángel y todos los Ejércitos Celestiales (Приход Архистратига Михаила) (en Raduzhny, distrito autónomo de Janty-Mansi)

- Pertenecientes a la Iglesia greco-católica rusa:
  - Parroquia de los Santos Cirilo y Metodio de la Iglesia ortodoxa rusa en comunión con la sede de Roma (Приход Свв. Кирилла и Мефодия) (en Sargatskoye, óblast de Omsk)

Existen dos institutos de vida consagrada para mujeres:
- Congregación de las Hermanas de San José de la Virgen María (Конгрегация Сестер Святого Иосифа Обручника Пресвятой Девы Марии) (en Prokópievsk, óblast de Kémerovo)
- Servidoras del Señor y de la Virgen de Matará (Cестры Служительницы Господа и Девы Марии Матара (Монашеская Семья Воплощенного Слова))(Monástica de la familia del Verbo Encarnado) (en Omsk)